# José Ruiz Palacios
José David Alberto Ruiz Palacios (Córdoba, 1924 - Buenos Aires, 1 de abril de 2001) fue un político y militar argentino, quien se desempeñó como Gobernador de facto del Chaco entre el 29 de marzo de 1981 y 10 de diciembre de 1983 durante el Proceso de Reorganización Nacional. Perteneció al Ejército Argentino, y alcanzó la jerarquía de Coronel.
Posteriormente fue elegido Intendente de Resistencia, entre 1989 y 1991 por el partido que el mismo fundó, Acción Chaqueña, y diputado provincial y nacional por Chaco.

## Biografía
Fue Subsecretario de Asuntos Institucionales del Ministerio del Interior de la Nación, designado en 1976 por el ministro Albano Harguindeguy. Posteriormente, Roberto Eduardo Viola lo designó como Gobernador de Chaco en 1981. En las elecciones de 1983 impulsó la candidatura de quien sería su sucesor, Florencio Tenev.
Con el retorno de la democracia fundó su propia partido en 1988, Acción Chaqueña junto con Elda Pértile, y se postuló a Intendente de Resistencia en 1989.
Buscó postularse para Gobernador luego de su gestión como intendente, sin embargo, su candidatura fue impugnada por el Partido Justicialista dado que no poseía el mínimo de residencia en la provincia. A raíz de ello, impulsó como candidato a Rolando Tauguinas, quien resultó finalmente electo. En esas elecciones su partido logró romper el bipartidismo entre el Partido Justicialista y la Unión Cívica Radical.
Ruiz Palacios logró ser electo diputado provincial en 1991, y alcanzó a presidir la legislatura, pero renunció en 1993 para asumir como diputado nacional.
Falleció en Buenos Aires en 2001 debido a una enfermedad.
En 2011, un grupo de diputados chaqueños presentó un proyecto para prohibir homenajes a Ruiz Palacios y el retiro de su imagen en las dependencias oficiales provinciales por su participación en la última dictadura militar. La decisión se adoptó al año siguiente.